# ژان بایار
ژان بایار (فرانسوی: Jean Bayard‎; ۲۳ اکتبر ۱۸۹۷ – ۱۱ مارس ۱۹۹۵) بازیکن راگبی ۱۵ نفره اهل فرانسه بود که در بازی‌های المپیک تابستانی ۱۹۲۴ شرکت کرد. در سال ۱۹۲۴ به عنوان عضو تیم ملی فرانسه مدال نقره را به دست آورد.